# Laser BELLA
Pour les articles homonymes, voir Bella.
BELLA est un acronyme provenant de l'Anglais Berkeley Lab Laser Accelerator. Le laser femtoseconde de haute puissance BELLA, réalisé par le groupe Thales, est installé au Laboratoire national Lawrence-Berkeley (Californie). Capable de délivrer une puissance d'environ un pétawatt (~1 PW), le laser BELLA était le plus puissant au monde en 2012.

## Autres lasers
- Le laser CETAL, un autre exemplaire de Thales de cette catégorie, affichant 1 PW de puissance crête, a été livré en 2013 près de Bucarest (Roumanie)[2].
- En 2015, le laser picoseconde PETAL (PETawatt Aquitaine Laser), affichant 1,2 PW, était le plus puissant au monde[3].
- Le laser Apollon atteignant 5 PW est opérationnel depuis 2018.
- Le programme Extreme Light Infrastructure prévoit quatre installations qui devraient être les plus puissantes au monde à la fin des années 2020[4]. Les premiers tirs à la puissance record de 10 PW ont commencé le 7 mars 2019